# کالدرز کورنر (کالیفرنیا)
کالدرز کورنر (به انگلیسی: Calders Corner) یک منطقهٔ مسکونی در ایالات متحده آمریکا است که در شهرستان کرن، کالیفرنیا واقع شده‌است. کالدرز کورنر ۱۰۰ متر بالاتر از سطح دریا واقع شده‌است.